# Znak krzyża
Znak krzyża – rytuał używany w głównych Kościołach chrześcijańskich. Znak ten rozpoczyna i kończy modlitwę oraz liturgię; stanowi też wyznanie, że wierni tych religii oczekują zbawienia tylko od krzyża Chrystusowego.
Znakowi często towarzyszy wypowiedzenie słów „W imię Ojca, i Syna, i Ducha Świętego. (Amen)”.
Kościoły używające znaków krzyża to między innymi:
- Kościół katolicki, w tym Katolickie Kościoły wschodnie;
- Cerkiew prawosławna;
- anglikanizm.

## Znak krzyża w tradycji zachodniej (Kościół katolicki, luteranie, anglikanie)
Wyróżnia się duży i mały znak krzyża. Duży znak krzyża w Kościele katolickim i w kościołach ewangelicko-luterańskich wykonuje się prawą ręką z wyprostowanymi palcami (symbolika pięciu ran Chrystusa) kreśląc linię pionową od czoła (wypowiadając w tym czasie słowa „w imię Ojca”) do serca („i Syna”), a następnie linię poziomą od lewego do prawego ramienia („i Ducha Świętego”). W celebracji mszy świętej znak krzyża wykonuje się na początku liturgii (obrzędy wstępne) oraz przy błogosławieństwie kończącym Eucharystię.
Mały znak krzyża polega na nakreśleniu na ciele (zwykle kciukiem prawej ręki) trzech krzyżyków: na głowie, ustach i sercu. Wyraża on gotowość do rozumienia, głoszenia i realizowania w życiu Słowa Bożego. Znak ten wykonuje się w czasie mszy świętej na początku proklamacji Ewangelii w ramach liturgii słowa.
W Kościołach tradycji luterańskiej zwykle stosuje się tzw. duży znak krzyża, wyjątek stanowią luteranie ze Śląska Cieszyńskiego i części Górnego Śląska, którzy stosują przede wszystkim mały znak krzyża.

## Znak krzyża w tradycji wschodniej (prawosławie, katolickie Kościoły wschodnie)

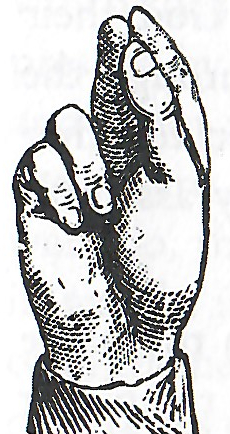
Znak krzyża w liturgii prawosławnej

Znak krzyża w Kościele prawosławnym i katolickich Kościołach wschodnich wykonywany jest prawą dłonią ze złączonymi trzema palcami: kciukiem, wskazującym i środkowym (symbolika Trójcy Świętej). Dwa pozostałe palce pozostają schowane (symbol dwóch natur Jezusa).
W przeciwieństwie do tradycji zachodniej prawosławni i katolicy wschodni wykonują ten znak od ramienia prawego do lewego.
Przed reformą Nikona rosyjscy prawosławni czynili znak krzyża tylko przy pomocy palca wskazującego i środkowego, krzyżując je. Tę formę do dzisiaj zachowali staroobrzędowcy.